# Udea abstrusa
Udea abstrusa är en fjärilsart som beskrevs av Munroe 1966. Udea abstrusa ingår i släktet Udea och familjen Crambidae. Inga underarter finns listade i Catalogue of Life.